# Liste des boursiers Killam, par ordre alphabétique D
| Nom                       | Année | Université                     | Discipline                |
| ------------------------- | ----- | ------------------------------ | ------------------------- |
| L. D'Argencourt           | 1978  | Aucune                         | Histoire de l'art         |
| Marcel Dagenais           | 1987  | Université de Montréal         | Économique                |
| K.R. Davidson             | 1995  | Université Waterloo            | Mathématiques             |
| P.L. Davies               | 1999  | Université Queen's             | Biochimie                 |
| C.A. Davis                | 1981  | Université Concordia           | études religieuses        |
| E.J. Davison              | 1981  | Université de Toronto          | Génie électrique          |
| E.J. Davison              | 1979  | Université de Toronto          | Génie électrique          |
| D.A. Dawson               | 1977  | Université Carleton            | Mathématiques             |
| R.B. Day                  | 1978  | Université de Toronto          | Sciences politiques       |
| Jésus Martínez De Bujanda | 1997  | Université de Sherbrooke       | Histoire                  |
| R. De Koninck             | 1990  | Université Laval               | Sociologie/Anthropologie  |
| K. Dean                   | 2005  | Université McGill              | études de l'Asie de l'Est |
| Louise Dechêne            | 1985  | Université McGill              | Histoire                  |
| P. Delany                 | 1991  | Université Simon Fraser        | Anglais                   |
| S. Delany                 | 1993  | Université Simon Fraser        | Linguistique comparée     |
| Michel Delfour            | 1989  | Université de Montréal         | Mathématiques             |
| M. Despland               | 1990  | Université Concordia           | études religieuses        |
| M. Devereux               | 2003  | Université of British Columbia | Économique                |
| S.B. Dewan                | 1980  | Université de Toronto          | Génie électrique          |
| T. Dilworth               | 1992  | Université de Windsor          | Anglais                   |
| G. Dion                   | 1974  | Université Laval               | Administration            |
| S.A. Djwa                 | 1981  | Université Simon Fraser        | Anglais                   |
| P.C. Dodwell              | 1982  | Université Queen's             | Psychologie               |
| M.W. Donald               | 1994  | Université Queen's             | Psychologie               |
| G.W.F. Drake              | 1990  | Université de Windsor          | Physique                  |
| I.K. Dray                 | 1979  | Université d'Ottawa            | Philosophie               |
| Serge Dubuc               | 1975  | Université de Montréal         | Mathématiques             |
| François Duchesneau       | 1995  | Université de Montréal         | Philosophie               |
| Jean-Marie Dufour         | 1998  | Université de Montréal         | Économique                |
| Didier Dufour             | 1968  | Université Laval               | Médecine                  |
| F. Dumont                 | 1972  | Université Laval               | Sociologie/Anthropologie  |
| K. Dunbabin               | 2004  | Université McMaster            | Classiques                |
| D.J. Dunlop               | 1983  | Université de Toronto          | Sciences de la terre      |